# Una boda per Nadal
Una boda per Nadal (originalment en anglès, A Christmas Wedding Date) és una pel·lícula estatunidenca del 2012. Dirigida per Fred Olen Ray, està ambientada en el Nadal i compta amb l'actuació de Marla Sokoloff, Chris Carmack, George Wendt, Daniel Booko, Misha Bugaev, entre d'altres. El 19 de desembre de 2020 es va estrenar el doblatge en català a TV3.

## Argument
Després de ser l'artífex d'una fusió molt important entre dues empreses, Rebecca Wesley veu com l'acomiaden de la feina i decideix, a contracor, tornar al seu poble natal el dia abans del casament de la seva millor amiga. Una trobada màgica fa que es vegi immersa en un cicle que sembla no tenir final: la vigília de Nadal s'anirà repetint inexorablement fins que s'adoni de quines són les coses importants de la vida. La Rebecca torna al poble sent una persona que només pensa en l'èxit professional i en les coses materials, però està a punt de recordar tot allò que, fa més de deu anys, l'havia fet tan feliç.